# 埃里克·阿卡里乌斯
埃里克·阿卡里乌斯（Erik Acharius，1757年10月10日—1819年8月14日），他是地衣分类的先驱者，常被称为“地衣学之父”。
阿卡里乌斯出生在耶夫勒，于1773年被乌普萨拉大学录取，是林奈最后的学生之一。他后来在斯德哥尔摩皇家科学院工作，并于1782年在隆德大学完成了他的医学研究。他在1785年被任命为瓦斯泰纳镇医疗官员，1789年任东约特兰省区医疗官员，1795年在成为新瓦斯泰纳医院院长，并在1803年成为名义教授主任。
阿卡里乌斯属于瑞典植物学家中年轻一代，继续林奈未完成的工作。他开始着手地衣的系统分类，并出版了多部著作：《Lichenographiae Suecia prodromus》（1798）、《Methodus lichenum》 （1803）、《Lichenographia universalis》（1810）、《Synopsis methodica lichenum》（1814）和一些篇幅较短的期刊论文。
阿卡里乌斯是隆德自然地理皇家学会（1795）、瑞典皇家科学院（1796）、伦敦的林奈学会（1801年）和乌普萨拉皇家科学协会（1810年）的会员。

## 所命名的分類
（列表可能不完整）
- 3个埃里克·阿卡里乌斯命名的生物分类